# 唐纳德·霍尔德曼
唐纳德·霍尔德曼（英語：Donald Haldeman，1947年5月29日—2003年2月22日），美国男子射击运动员。他曾代表美国参加1972年和1976年夏季奥林匹克运动会射击比赛，其中1976年奥运会获得一枚金牌。